# Rikenette Steenkamp
Rikenette Steenkamp (16 ottobre 1992) è un'ostacolista sudafricana.

## Record nazionali
- 100 metri ostacoli: 12"81 ( La Chaux-de-Fonds, 1º luglio 2018)

## Palmarès
| Anno | Manifestazione      | Sede       | Evento   | Risultato  | Prestazione | Note                                     |
| ---- | ------------------- | ---------- | -------- | ---------- | ----------- | ---------------------------------------- |
| 2009 | Mondiali allievi    | Bressanone | 100 m hs | Semifinale | 13"61       |                                          |
| 2014 | Campionati africani | Marrakech  | 100 m hs | Oro        | 13"26       |                                          |
| 2018 | Campionati africani | Asaba      | 100 m hs | Argento    | 13"18       |                                          |
| 2019 | Mondiali            | Doha       | 100 m hs | Semifinale | 12"96       | Miglior prestazione personale stagionale |

## Altre competizioni internazionali
2018
- Oro nell'Athletics World Cup ( Londra), 100 m hs - 12"88